# Phyllis Chesler
Phyllis Chesler, född 1 oktober 1940 i Brooklyn, New York, är en amerikansk psykolog och författare.
Chesler är mest känd för boken Women and Madness (1972), vilken fick stort inflytande på feministisk teori. I detta verk utvecklar hon tesen att psykologin, och i synnerhet psykiatrin, används som ett vapen för att förtrycka kvinnor. Detta genom att kvinnor som uppvisar andra egenskaper än de som förknippas med den traditionella kvinnorollen, klassas som avvikande eller psykiskt sjuka. På samma sätt uppfattas förekomst av traditionellt kvinnliga egenskaper hos män som sjukt och abnormt. Av hennes övriga verk kan nämnas Women, Money and Power (1976), About Men (1978) och With Child (1979), vilken benhandlar hennes erfarenhet av graviditet och moderskap.